# Nyoma costata
Nyoma costata är en skalbaggsart som först beskrevs av Stefan von Breuning 1949.  Nyoma costata ingår i släktet Nyoma och familjen långhorningar. Inga underarter finns listade i Catalogue of Life.